# Petko Sirakow
Petko Atanasow Sirakow (bułg. Петко Атанасов Сираков, ur. 16 lutego 1929 w miejscowości Wyłczi doł, zm. 8 kwietnia 1996 w Sofii) – bułgarski zapaśnik. Srebrny medalista olimpijski z Melbourne.
Zawody w 1956 były jego jedynymi igrzyskami olimpijskimi. Walczył w obu stylach. Medal olimpijski wywalczył w wadze półciężkiej w stylu klasycznym, do 87 kilogramów. W finale pokonał go Walentin Nikołajew. W stylu wolnym był mistrzem świata w 1957, w 1959 zajął drugie miejsce. Czwarty w Pucharze Świata w 1958 roku.